# (2356) Hirons
(2356) Hirons es un asteroide perteneciente al cinturón exterior de asteroides descubierto por Edward L. G. Bowell desde la Estación Anderson Mesa, en Flagstaff, Estados Unidos, el 17 de octubre de 1979.

## Designación y nombre
Hirons fue designado al principio como 1979 UJ.
Más adelante, en 1981, se nombró en honor de Charles Hirons y Ann Hirons, suegros del descubridor.

## Características orbitales
Hirons orbita a una distancia media del Sol de 3,233 ua, pudiendo alejarse hasta 3,362 ua y acercarse hasta 3,103 ua. Tiene una excentricidad de 0,04004 y una inclinación orbital de 15,6 grados. Emplea 2123 días en completar una órbita alrededor del Sol.

## Características físicas
La magnitud absoluta de Hirons es 10,8. Tiene un diámetro de 45,94 km y su albedo se estima en 0,0401.